# Mads Blangstrup
Mads Blangstrup (født 26. februar 1974 i København) er en dansk balletdanser.
Blangstrup blev optaget på Det Kongelige Teaters Balletskole i 1983, blev aspirant i 1990, korpsdanser i 1992 og solist i 1997. I 1998 blev han udnævnt til solodanser. Han har blandt andet været med i Svanesøen og Sylfiden. 
Han medvirkede i 2005 i dokumentarfilmen Jeg dig elsker.